# Mogadišo
Mogadišo (somálsky Muqdisho, hovorově často Xamar ([hamar]); arabsky مقديشو, Maqadíšú; italsky Mogadiscio; anglicky Mogadishu) je největší město, hlavní město a největší přístav Somálské republiky.

## Geografie
Mogadišo se nachází v regionu Banadir. Leží na pobřeží Indického oceánu, v zeměpisné poloze 2° 02´ severní šířky a 45°21´východní délky. Průměrná nadmořská výška je 17 m. Nejnižším bodem je hladina Indického oceánu a nejvyšší bod, Villa Somalia, se nachází ve výšce 120 m n. m. Průměrná teplota se přes rok téměř nemění, v lednu se pohybuje kolem 25 °C, v červenci je to o zhruba 2 °C více. Co se týče dešťových srážek, tak v lednu téměř neprší, nejvíce naprší v červnu a to kolem 80 mm. Počet obyvatel se sleduje od roku 1953, kdy ve městě žilo 63 000 obyvatel. Poslední sčítání bylo provedeno roku 1995, kdy ve městě žilo 982 000 obyvatel. Od té doby se počet obyvatel zvyšuje, kvůli napjaté situaci, způsobené dlouhou občanskou válkou, není možné určit přesný počet obyvatel. Současné odhady kolísají mezi 1 500 000–3 000 000. 30 km severně od města teče největší řeka Somálska Šebeli (Webi Shebeelle). Ve městě sídlily nejvyšší státní orgány, prezident, vláda a jednokomorové národní shromáždění (Galaha Shabciga). Od revoluce roku 1991 je však činnost vlády ochromena a země je v chaosu. Ve městě také sídlí Východoafrické islámské shromáždění. Mezi hlavní části patří Hammanwein (staré město), tržiště Bakara a dřívější známé letovisko Gezira Beach.

## Historie

### Středověk
Město bylo založeno kolem roku 800, ale už roku 900 ho kolonizovali muslimové z Arabského poloostrova. Jedním z prvních arabských cestovatelů kteří navštívili Somálsko, byl v letech 890–93 Íbn al-Jákub, který napsal, že v Mogadišu byl silně rozvinutý obchod. Město velmi prosperovalo z vnitrozemského obchodu se svahilskými městskými státy, a hlavně z námořního obchodu. Dalším arabským návštěvníkem Mogadišo byl Ibn Battuta, který město navštívil v letech 1332-33, a považoval ho za nejvýznamnější přístav ve Východní Africe. V roce 1499 se u města objevila portugalská flotila, pod vedením Vasco da Gamy a zasypala město dělostřeleckou palbou.

### Koloniální éra

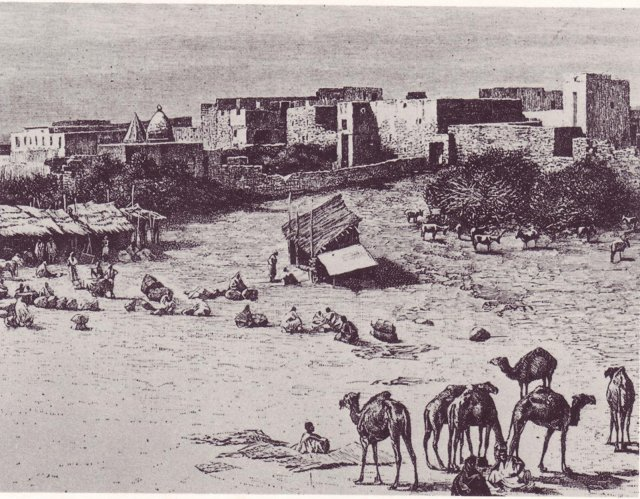
Mogadišu v roce 1882

V 17 a 18. století se město stalo dějištěm bitev mezi Portugalci a Turky. Z těchto bojů vyšli vítězně Osmanští Turci, kteří na sto let město ovládli. V roce 1871 se Mogadišu dostalo pod moc sultána ze Zanzibaru, který zde nechal vystavět palác Haresa, jenž měl sloužit jako sídlo správce. Dnes je v paláci Haresa muzeum a knihovna. Roku 1889 bylo město pronajato Italům, kteří ho od zanzibarského sultána koupili v roce 1905, a ustanovili ho hlavním městem Italského Somálska. V roce 1936 se město po tvrdém odporu dostalo pod úplnou kontrolu Italů. Fašistický režim v Itálii plánoval ve Východní Africe vybudovat velkou říši. 3. srpna 1940 Italové napadli a obsadili britskou část Somálska (tzv. Britské Somálsko, dnešní Somaliland). Na začátku roku 1941 však Britové pod velením generála Williama Platta na Italy zaútočili a dobyli ztracené území zpět. Britové nakonec zaútočili i proti Italskému Somálsku, a 25. února 1941 dobyli Mogadišu. Roku 1950 se Mogadišu stalo administrativním střediskem Somálska, které bylo pod správou OSN pověřenou Itálií. Když v roce 1956 získalo Somálsko vnitřní samosprávu a 1. července 1960 úplnou nezávislost na Velké Británii a Itálii, stalo se Mogadišu hlavním městem.

### Kolaps centrální vlády a občanská válka

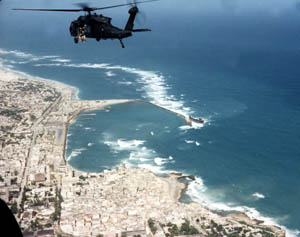
Vrtulník UH-60 Black Hawk s volacím znakem "Super 64" nad Mogadišem v roce 1993

Když v roce 1990 ozbrojené povstalecké milice dobyly Mogadišu, přinutily tak prezidenta Berreho k úniku do nigerijského Lagosu. Jeho diktátorský režim byl svržen. Vítězné klany se však již nedokázaly shodnout, kdo by se měl stát Barreho nástupcem. Některé klany navrhovaly, že by se prezidentem měl stát Ali Mahdi Muhammad, jiné zase, že by jím měl být vůdce nejsilnější skupiny klanů, Mohammed Farrah Aidid. Začala tak občanská válka mezi znepřátelenými frakcemi. Každá usilovala o vládu nad Somálskem, a tak bylo důležité mít pod kontrolou Mogadišo. O město se v letech 1991–92 sváděly těžké boje, které však vedly k desetitisícům mrtvých a devastaci města. K tomu zemi sužovalo velké sucho a hladomor. To vedlo Spojené státy a OSN k vyslání mírových sil do země. 9. prosince 1992 bylo poblíž Mogadiša vysazeno 20 000 příslušníků námořní pěchoty USA. Cílem této akce, zvané Obnovená naděje, bylo zajmout Mohammeda Farraha Aidida. Aididova milice v červnu 1993 napadla a pobila v Mogadišu 24 pákistánských vojáků. 3. října 1993 se elitní americká jednotka (Task Force Ranger, složená z jednotek 75th Ranger Regiment a 1st Special Forces Operational Detachment-Delta) vydaly do Mogadiša, s cílem zajmout dva vysoké Aididovy poradce. Během bitvy však bylo zasaženo 5 vrtulníků UH-60 Black Hawk (dva z nich se zřítily do města a zbývající byly pouze poškozeny, a přistály na letišti v Mogadišu). Americké jednotky ve městě se vydaly k místům havárie, avšak musely čelit útokům Somálců. Dostat se na určené místo se podařilo jen pár jednotkám, a tak ve městě zůstalo obklíčeno přes sto Američanů, na různých místech. Obklíčené jednotky musela vyprostit 10. horská divize. Akce skončila smrtí osmnácti Američanů a jednoho Malajce. Somálců zemřelo něco kolem tisíce. Americké jednotky se ze Somálska stáhly v roce 1994, a v roce 1995 zemi opustily také dozorčí OSN. Boje mezi znepřátelenými klany v Mogadišu sílily. Mohammed Farrah Aidid se v roce 1995 prohlásil prezidentem Somálska, ale měl pod kontrolou jen Mogadišu a okolí. Zemřel v roce 1996, zřejmě na následky zranění, které utrpěl při bojích v Mogadišu.

## Mogadišu dnes

### Druhá bitva v Mogadišo
V roce 2006 se v Somálsku objevilo hnutí s názvem Svaz islámských soudů, které se začalo postupně stávat nejmocnější silou v Somálsku. 7. května 2006 vypukl v Mogadišu boj mezi Svazem a Spojenectvím pro obnovu míru a proti terorismu. Nejtvrdší boje se odehrály v okrese Sii-Sii v severní části města. Do soboty 13. května bylo při pouličních bojích hlášeno 144 mrtvých. Obě strany se 14. května dohodly na příměří, ale už 23. května se boje znovu rozhořely. Svaz islámských soudů postupně získával převahu, až se 5. června Spojenectví pro obnovu míru a proti terorismu vzdalo a Mogadišu definitivně ovládly islámské milice.

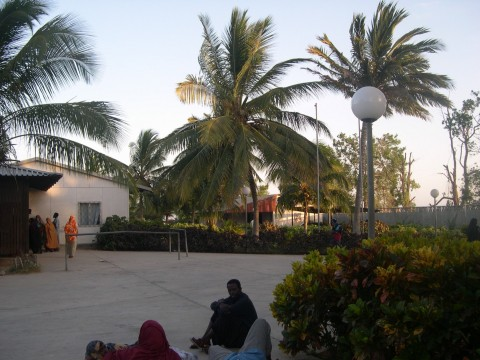
Mogadišu 2006

Poté, co Mogadišu ovládli islamisté ze Svazu islámských soudů, nastal ve městě klid. Obyvatelé Mogadiša byli zpočátku nadšeni tím, že jejich město je pod kontrolou islamistů, konečně si po letech bojů mohli oddychnout. Islamisté však ve městě začali prosazovat islámské právo šaría, což se u místních obyvatel projevilo s jistou dávkou znepokojenosti.

### Útěk z Mogadiša
Začátkem prosince 2006 začala ofenzíva Islámských soudů proti přechodné somálské vládě ve městě Baidoa. 21. prosince se do bojů na straně somálské vlády oficiálně zapojila také etiopská armáda (už v červenci 2006 některé zdroje informovaly o umístění etiopských vojsk v okolí města Baidoa). Nebýt vstupu etiopské armády do bojů, somálská vláda by patrně byla přinucena kapitulovat. Etiopané nasadili proti islamistům tanky a letectvo a přinutili je k ústupu. 27. prosince somálské vládní jednotky společně s etiopskou vládou dobyly město Jowhar, které je ve vzdálenosti 90 km od Mogadiša. To přimělo islamisty k úniku ze somálské metropole na jih, k přístavu Kismaayo. V Mogadišu byly vládní jednotky nadšeně vítány. Po úniku Islámských soudů se však ve městě opět začalo šířit násilí. Opět se objevily klany, které se předtím většinou přidaly na stranu islamistů a nyní přijímaly zpět své dřívější bojovníky.
Somálská vláda dosadila na post starosty Mahmouda Hassana Aliho, který na stejném postu působil před příchodem radikálů. Premiér Ali Mohamed Ghedi oznámil záměr přesunout sídlo vlády zpět do Mogadiša. Totéž učinil i prezident Yusuf Ahmed. V lednu se představitelé klanů dohodli se somálskou vládou o připojení klanů na stranu somálské vlády.

## Kultura a ekonomika

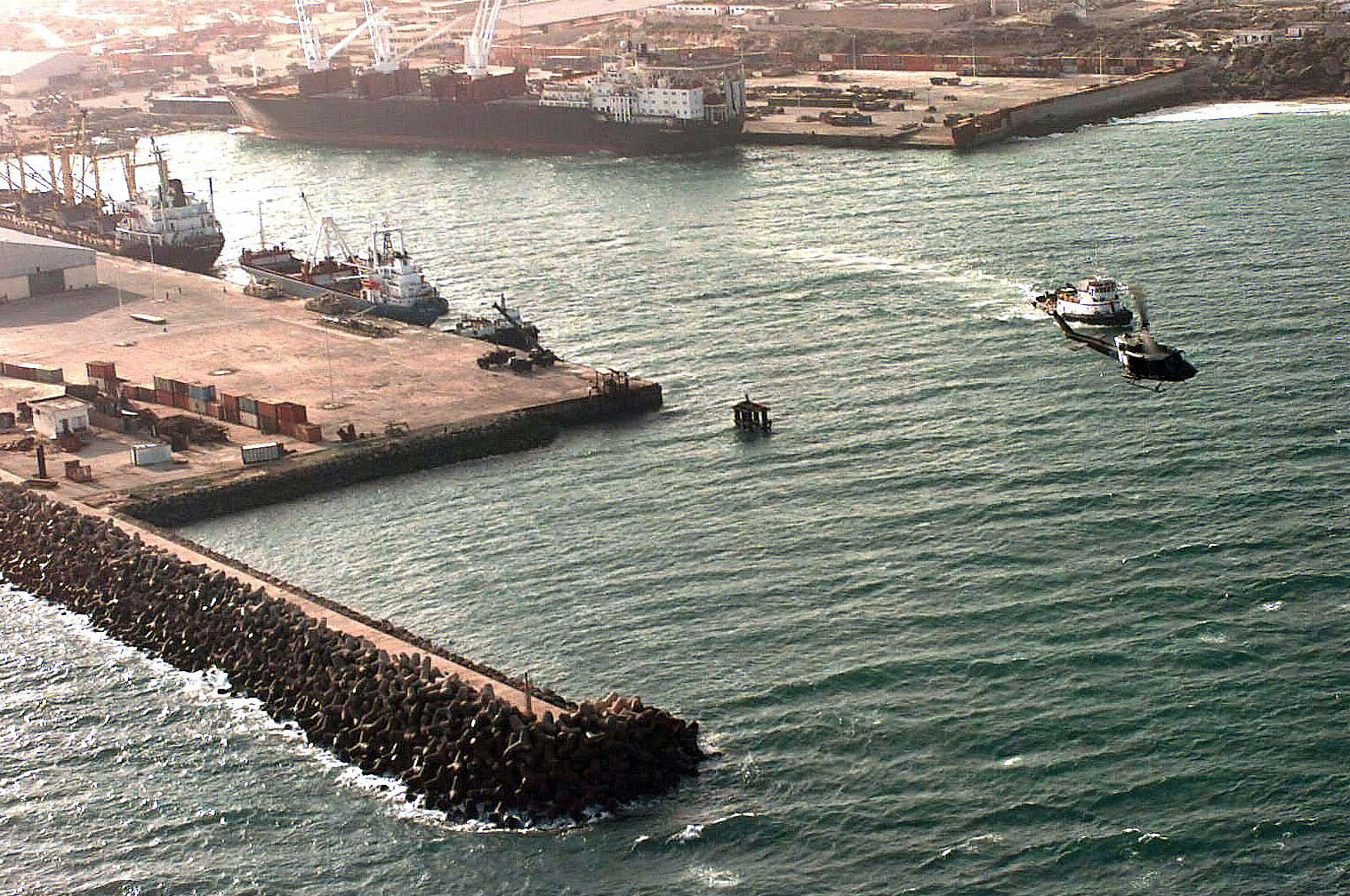
Přístav v Mogadišu

Mogadišo slouží jako komerční a finanční centrum Somálska. Hospodářství se, po dlouhých bojích, v poslední době poněkud zlepšilo. Téměř nulový vliv vlády ve městě umožňuje volný obchod bez daní nebo regulačních poplatků. Ze zdejších průmyslových odvětví je nejvýznamnější petrochemické, potravinářské, textilní, kožedělné a loďařské. Hlavní trh nabízí širokou nabídku zboží, od jídla až po elektroniku. Silnice jsou nekvalitní, ale zajišťují spojení s několika dalšími somálskými městy. V Mogadišu je také přístav, který však není mezinárodním obchodem příliš využíván, protože v somálských vodách řádí piráti. Letiště v Mogadišu je také nefunkční a kvůli intenzivním bojům velmi poničené.
Přes nezákonnost (nebo možná díky ní), Mogadišo vede ve východní Africe v přístupu k telekomunikacím a internetu. Moderní komunikační síť je vyvinuta po celém městě, a zahrnuje místní mobilní telefonní systémy s mezinárodními kontakty přes satelit. Nepřítomnost daní vedla k nízkým cenám, které patří mezi nejnižší v Africe vůbec. Jsou zde četné internetové kavárny. Město také má několik rozhlasových stanic, dva televizní vysílače a poskytovatele internetu.

## Partnerská města
- Ankara, Turecko